# Kościół Opatrzności Bożej w Ełku
Kościół Opatrzności Bożej w Ełku – rzymskokatolicki kościół parafialny należący do parafii pod tym samym wezwaniem (dekanat Ełk – Miłosierdzia Bożego diecezji ełckiej).
W maju 2002 roku wmurowano kamień węgielny pod budowę świątyni. 28 października 2007 roku kościół został pobłogosławiony przez biskupa ełckiego ordynariusza Jerzego Mazura.
Jest to budowla murowana, jednonawowa, wzniesiona na planie krzyża. Na ścianie centralnej w prezbiterium znajduje się krzyż w rozecie, a pod nim jest umieszczony obraz Ostatniej Wieczerzy.